# Fire in Me
Fire in Me è un singolo del cantautore britannico John Newman, pubblicato il 9 marzo 2018.

## Video musicale
Il videoclip è stato pubblicato il 9 marzo 2018 sul canale Vevo-YouTube del cantante.